# Степаніщев Ігор Валентинович
Ігор Валентинович Степаніщев (нар. 21 січня 1962) — радянський та казахський футболіст, виступав на позиції півзахисника.

## Життєпис
Футбольну кар'єру розпочав у «Металурзі», за який дебютував 19 квітня 1980 року в переможному (3:0) домашньому поєдинку 1-о туру 7-ї зони Другої ліги проти «Вугільника». Ігор вийшов на поле на 60-й хвилині, замінивши Володимира Шевніна. Дебютним голом у футболці чимкетського колективу відзначився 14 квітня 1980 року в переможному (5:2) домашньому поєдинку 20-о туру 7-ї групи Другої ліги проти степногорського «Хіміка». Степанищів вийшов на поле по ходу поєдинку замість Леоніда Поліщука. У команді провів два сезони, за цей час у Другій лізі провів 52 поєдинки та відзначився 5-а голами. Потім проходив військову службу. Потім повернувся до «Меліоратора», був гравцем основного складу (32 матчі, 9 голів). Наступного сезону перейшов до іншого «Меліоратора», з Кизилорди. Дебютував за нову команду 26 травня 1985 року в програному (0:3) виїзному поєдинку першого етапу 9-о туру Другої ліги проти цілиноградського «Цілинника». Степаніщев вийшов на поле в стартовому складі та відіграв увесь матч. Наприкінці травня того року провів 2 поєдинки за «Меліоратор» у Другій лізі, після чого у футболці кизилординців на футбольне поле більше не виходив. У 1986 році повернувся до чимкентського «Меліоратора», у футболці якого дебютував 25 квітня того ж року в переможному (1:0) виїзному поєдинку 1-о туру 8-ї зони Другої ліги проте кокчетауського «Торпедо». Ігор вийшов на поле на 78-й хвилині, замінивши Алі Саюмагамбетова. Швидко став основним гравцем команди, в якій виступав протягом трьох з половиною сезонів. У футболці команда провів понад 100 матчів. По ходу сезону виїхав до сусідньої Узбецької РСР, де став гравцем ферганського «Нафтовика». У команді також був основним гравцем. Зіграв 55 матчів та відзначився 10-а голами. По ходу сезону 1990 року перейшов до клубу другої нижчої ліги чемпіонату СРСР «Монтажник» (Туркестан), проте не зігравши жодного офіційного поєдинку повернувся до «Нафтовика».
Після розпаду СРСР виїхав до Росії, де підписав контракт з липецьким «Металургом». Разом з цим колективом став учасником першого розіграшу чемпіонату Росії серед клубів Першої ліги. Деюютував у футболцці липецького колективу 10 серпня 1992 року в нічийному (0:0) виїзному поєдинку 19-о туру західної зони Першої ліги проти черкеського «Нарту». Степаніщев вийшов на поле на 60-й хвилині, замінивши Юрія Веретіна. Вперше у складі «металургів» відзначився 13 серпня 1992 року на 68-й лізі програного (2:3) виїзного поєдинку 20-о туру західної групи Першої ліги проти майкопської «Дружби». Степаніщев вийшов на поле на 46-й хвилині, замінивши Юрія Веретіна. У складі липецького клубу в Першій лізі провів 6 матчів (2 голи), після чого повернувся на батьківщину, де виступав у клубі Вищої ліги «Арсенал-СКІФ».
Восени 1992 року виїхав до України, де підписав контракт з «Зорею-МАЛС». Дебютував у футболці луганців 25 жовтня 1992 року в програному (1:2) виїзному поєдинку 11-о туру Вищої ліги проти одеського «Чорноморця». Степаніщев вийшов на поле в стартовому складі, а на 72-й хвилині його замінив Дмитро Кара-Мустафа. Єдиним голом у складі «Зорі» відзначився 1 листопада 1992 року на 62-й хвилині переможного (2:1) домашнього поєдинку 12-о туру Вищої ліги проти кременчуцького «Кременя». Степаніщев вийшов на поле в стартовому складі та відіграв увесь матч. Наприкінці жовтня — в листпаді 1992 року зіграв 6 матчів (1 гол) у Вищій лізі та 2 поєдинки у кубку України. Другу половину сезону 1992/93 років ідіграв у казахському клубі «Ордабаси-СКІФ».
У 1994 році повернувся в «Ясси», у складі яких дебютував 30 квітня в програному (1:2) домашньому поєдинку 1-о туру Вищої ліги проти «Актюбинця». Ігор вийшов на поле в стартовому складі, а на 75-й хвилині його замінив Олександр Юртаєв. Дебютним голом за туркестанський колектив відзначився 6 травня 1994 року на 39-й хвилині (реалізував пенальті) програного (2:3) домашнього поєдинку 2-о туру Вищої ліги проти карагандинського «Шахтаря». Ігор вийшов на поле в стартовому складі та відіграв увесь матч. У команді був основним гравцем, у Вищій лізі зіграв 30 матчів (6 голів), ще 4 поєдинки провів у кубку Казахстану.
Наступного року перейшов у «Тараз». У футболці джамбульського клубу дебютував 18 квітня 1995 року в переможному (2:1) домашньому поєдинку 1-о туру Вищої ліги проти павлодарського «Ансата». Степаніщев вийшов на поле на 64-й хвилині, замінивши Олександра Шмарікова. Дебютним голом у складі «Тараза» відзначився 10 травня 1995 року на 73-й хвилині анульованого нічийного (2:2) поєдинку 1/8 фіналу кубку Казахстану проти «Кайрата». Ігор вийшов на поле на 46-й хвилині, замінивши Олександра Шмарікова. «Таразу» було зараховано технічну перемогу. Єдиним голом за джамбульський колектив у Вищій лізі відзначився 22 серпня 1995 року на 32-й хвилині переможного (9:0) домашнього поєдинку 20-о туру проти «Мунайши». Степаніщев вийшов на поле в стартовому складі та відіграв увесь матч. У футболці «Тараза» у Вищій лізі зіграв 17 матчів (1 гол), ще 2 поєдинки (1 гол) провів у кубку Казахстану.
Сезон 1996 року розпочав у вищоліговому «Ордабаси-СКІФ», але зігравши 6 матчів у чемпіонаті виїхав до сусіднього Узбекистану, де виступав також у вищоліговому клубі — «Машал». По завершенні сезону закінчив кар'єру футболіста.